# 阿尔特
阿尔特（荷蘭語：Aalter，荷蘭語發音：[ˈaːltər] ⓘ）是比利时弗拉芒大區东佛兰德省根特區的一个市镇，西与西佛兰德省接壤，通行荷蘭語，是弗拉芒社群的一部分，面积119.85平方千米，人口29,340人（2022年1月1日）。2019年1月1日，市镇克内瑟拉勒并入阿尔特。